# سامان فلاح
سامان فلاح ورنامی (زادهٔ ۲۲ اردیبهشت ۱۳۸۰) بازیکن فوتبال اهل ایران است که در پست مدافع میانی برای  باشگاه فوتبال استقلال در لیگ برتر خلیج فارس بازی میکند

## زندگی شخصی
سامان فلاح در ۲۲ اردیبهشت ۱۳۸۰ در ساری به دنیا آمد. مادر او در سال ۱۴۰۰ درگذشت.
فلاح در اواخر سال ۱۴۰۱ به علت تصادف رانندگی، روانهٔ بیمارستان شد و چند روز تحت مراقبت‌های پزشکی بود.

## عملکرد باشگاهی

### سال‌های اولیه
فوتبال خود را سال ۱۳۹۶ از ۱۶ سالگی با پیوستن به آکادمی باشگاه فوتبال پدیده ساری آغاز کرد. سپس سال ۱۳۹۷ به آکادمی باشگاه فوتبال مقاومت تهران ملحق شد و تا سال ۱۳۹۹ که ۱۹ ساله داشت در رده‌های پایه این تیم مشغول به بازی بود.

### پیکان
وی که از تیم‌های پایه پیکان به تیم اصلی و بزرگسالان راه پیدا کرده بود توانست در در جریان دیدار پیکان و فولاد خوزستان بازوبند کاپیتانی این تیم رو بر بازوهای خود ببندد و به اولین کاپیتان دهه هشتادی لیگ برتر خلیج فارس تبدیل گردد.

### گل‌گهر سیرجان
گل‌گهر سیرجان با پرداخت رضایت نامه این بازیکن به باشگاه پیکان در ۲ مرداد ۱۴۰۲ با قراردادی سه ساله سامان فلاح را به خدمت گرفت.

### استقلال تهران
سامان فلاح در ۲۷ تیر ۱۴۰۳ به تیم استقلال تهران پیوست. نخستین بازی وی با پیراهن استقلال در مقابل تیم شمس آذر در قزوین بود.

## عملکرد ملی
سامان فلاح به اردوی تیم ملی برای حضور در جام ملت‌های آسیا ۲۰۲۳ دعوت شد و در لیست نهایی تیم ملی قرار گرفت. او در ۱۵ دی ۱۴۰۲ (۵ ژانویه ۲۰۲۴) اولین بازی ملی خود را مقابل تیم ملی فوتبال بورکینافاسو در ورزشگاه المپیک کیش انجام داد.

## آمار ملی

### بازی‌های ملی
تا تاریخ ۲۶ مارس ۲۰۲۴
| ایران | ایران | ایران |
| سال   | بازی  | گل    |
| ----- | ----- | ----- |
| ۲۰۲۴  | ۴     | ۰     |
| مجموع | ۴     | ۰     |

## آمار باشگاهی
| باشگاه        | دسته          | فصل           | لیگ  | لیگ | جام حذفی | جام حذفی | آسیا | آسیا | سوپر جام | سوپر جام | مجموع | مجموع |
| باشگاه        | دسته          | فصل           | بازی | گل  | بازی     | گل       | بازی | گل   | بازی     | گل       | بازی  | گل    |
| ------------- | ------------- | ------------- | ---- | --- | -------- | -------- | ---- | ---- | -------- | -------- | ----- | ----- |
| پیکان         | لیگ برتر      | ۰۰–۱۳۹۹       | ۱۷   | ۲   | ۱        | ۰        | –    | –    | –        | –        | ۱۸    | ۲     |
| پیکان         | لیگ برتر      | ۰۱–۱۴۰۰       | ۱۸   | ۰   | ۱        | ۰        | –    | –    | –        | –        | ۱۹    | ۰     |
| پیکان         | لیگ برتر      | ۰۲–۱۴۰۱       | ۲۲   | ۱   | ۲        | ۰        | –    | –    | –        | –        | ۲۴    | ۱     |
| مجموع پیکان   | مجموع پیکان   | مجموع پیکان   | ۵۷   | ۳   | ۴        | ۰        | –    | –    | –        | –        | ۶۱    | ۳     |
| گل‌گهر         | لیگ برتر      | ۰۳–۱۴۰۲       | ۲۲   | ۰   | ۳        | ۰        | –    | –    | –        | –        | ۲۵    | ۰     |
| مجموع گل‌گهر   | مجموع گل‌گهر   | مجموع گل‌گهر   | ۲۲   | ۰   | ۳        | ۰        | –    | –    | –        | –        | ۲۵    | ۰     |
| استقلال       | لیگ برتر      | ۰۴–۱۴۰۳       | ۹    | ۰   | ۰        | ۰        | ۵    | ۰    | –        | –        | ۱۴    | ۰     |
| مجموع استقلال | مجموع استقلال | مجموع استقلال | ۹    | ۰   | ۰        | ۰        | ۵    | ۰    | –        | –        | ۱۴    | ۰     |
| ملوان         | لیگ برتر      | ۰۴–۱۴۰۳       | ۱۲   | ۰   | ۴        | ۰        | –    | –    | –        | –        | ۱۶    | ۰     |
| مجموع ملوان   | مجموع ملوان   | مجموع ملوان   | ۱۲   | ۰   | ۴        | ۰        | –    | –    | –        | –        | ۱۶    | ۰     |
| مجموع آمار    | مجموع آمار    | مجموع آمار    | ۱۰۰  | ۳   | ۱۱       | ۰        | ۵    | ۰    | –        | –        | ۱۱۶   | ۳     |